# William Shatner
William Shatner (Montréal, 1931. március 22. –) Golden Globe- és kétszeres Primetime Emmy-díjas kanadai színész, leginkább az első Star Trek-sorozatból ismert, ahol ő játszotta a főszereplőt, James T. Kirk kapitányt, a USS Enterprise csillaghajó parancsnokát. Az 1966 és 1969 közt felvett sorozat után még a ráépülő hét mozifilmben is eljátszotta ezt a szerepet. Több könyvet is írt, nagyrészt sci-fi stílusban, köztük számos Star Trek-regényt.
Másik híres sorozatszerepe T. J. Hooker volt az azonos című krimisorozatban, amit 1982 és 1986 között vetítettek, és ami Magyarországon is látható volt. Emiatt ebben a szerepében lett itthon először ismert. Színészi és írói munkássága mellett énekelt, filmet rendezett és filmproducer is volt. Jelenleg Denny Crane ügyvédet alakítja a Boston Legal c. tévésorozatban, ezért az alakításáért Emmy- és Golden Globe-díjat is nyert.
2021. október 13-án három másik utassal együtt repült az űrbe a New Shepard (NS-18) hordozórakétán, a Blue Origin nevű szuborbitális kapszulában. Ezzel 90 éves, 6 hónapos és 22 napos korával ő lett a legidősebb ember, aki járt a világűrben.

## Élete
A kanadai Montréal közelében, közép-európai (magyar is) zsidó nagyszülők leszármazottjaként született. Apai nagyapja, Wolf a Schrattner nevet „angolosította”. Eredetileg kereskedelmi igazgató volt, de a színészethez érzett nagyobb affinitása a filmvászonra vezette. Négy házasságából három lánya született.

## Munkái

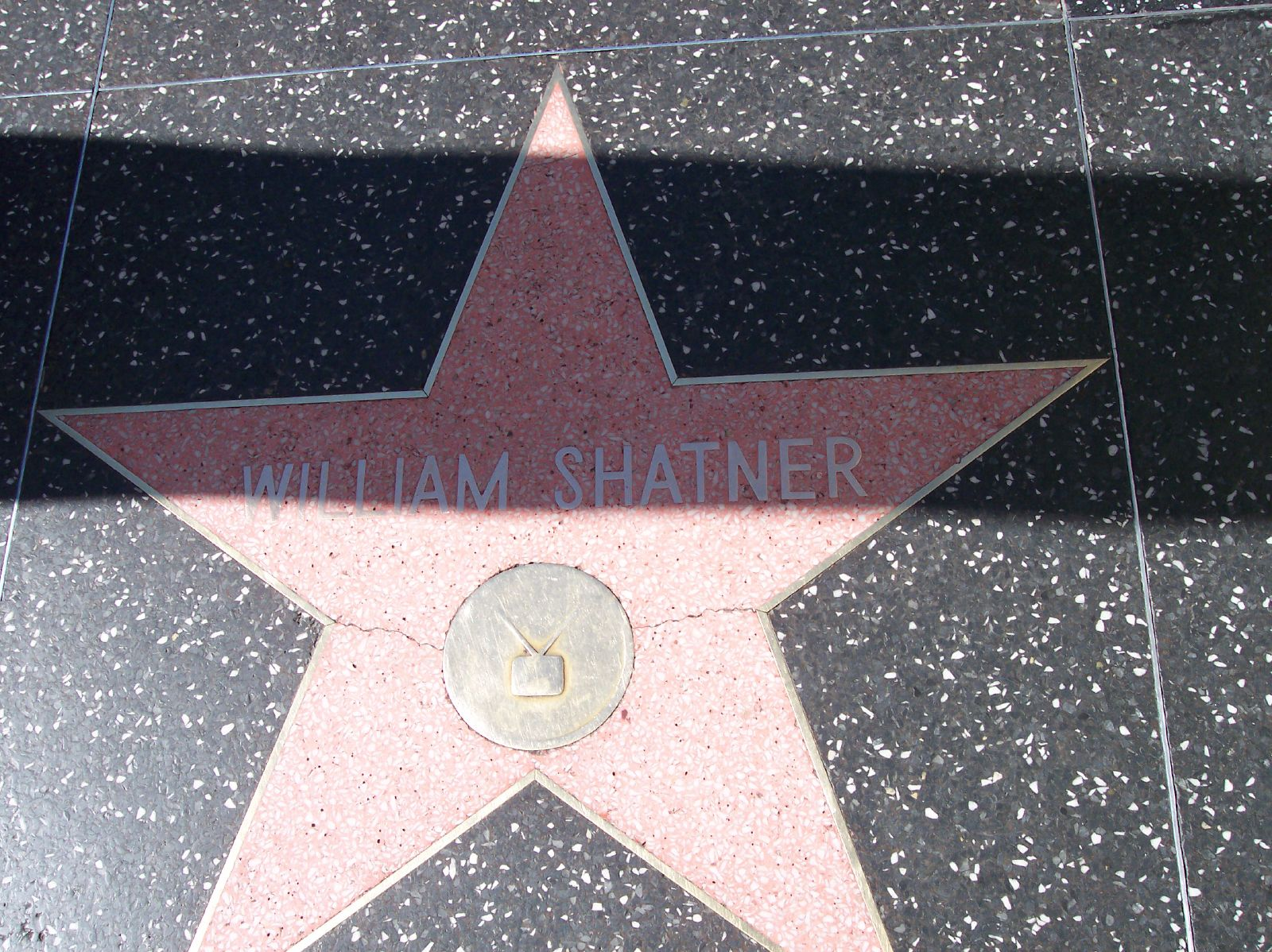
William Shatner csillaga Hollywoodban

### Mozifilmek
- The Butler’s Night Off (1951)
- Oedipus Rex (1957)
- A Karamazov fivérek (1958)
- City Out of Time (1959) (short subject) (narrátor)
- Ítélet Nürnbergben (1961)
- The Explosive Generation (1961)
- The Intruder (1962)
- The Outrage (1964)
- Incubus (1965)
- White Comanche (1968)
- Impulse (1974)
- Big Bad Mama (1974)
- The Devil's Rain (1975)
- Land of No Return (1975)
- Miracles of the Gods (1976) (dokumentumfilm) (narrátor)
- Kingdom of the Spiders (1977)
- A Whale of a Tale (1977)
- The Third Walker (1978)
- Star Trek: Csillagösvény (1979)
- The Kidnapping of the President (1980)
- Airplane II: A folytatás (1982)
- Star Trek II: Khan haragja (1982)
- Visiting Hours (1982)
- Star Trek III: Spock nyomában (1984)
- Star Trek IV: A hazatérés (1986)
- Seasons (1987) (short subject) (narrátor)
- Star Trek V: A végső határ (1989) (rendező és forgatókönyvíró is)
- Star Trek VI: A nem ismert tartomány (1991)
- Haláli fegyver (1993)
- Star Trek: Nemzedékek (1994)
- Trinity and Beyond: The Atomic Bomb Movie (1995)
- Land of the Free (1997)
- Trekkies (1997) (dokumentumfilm)
- Free Enterprise (1998)
- Jefftowne (1998) (dokumentumfilm)
- Beépített szépség (2000)
- Falcon Down (2000)
- Buzz Lightyear of Star Command: The Adventure Begins (2000)
- Festival in Cannes (2001) (Cameo)
- Osmosis Jones (2001) (hang)
- American Psycho II: All American Girl (2002)
- Showtime (2002)
- Shoot or Be Shot (2002)
- Groom Lake (2002) (rendező és forgatókönyvíró is)
- Dodgeball: A True Underdog Story (2004)
- Beépített szépség 2 (2005)
- Kicsi strici (2005) (hang)
- Free Enterprise 2: My Big Fat Geek Wedding (2006)

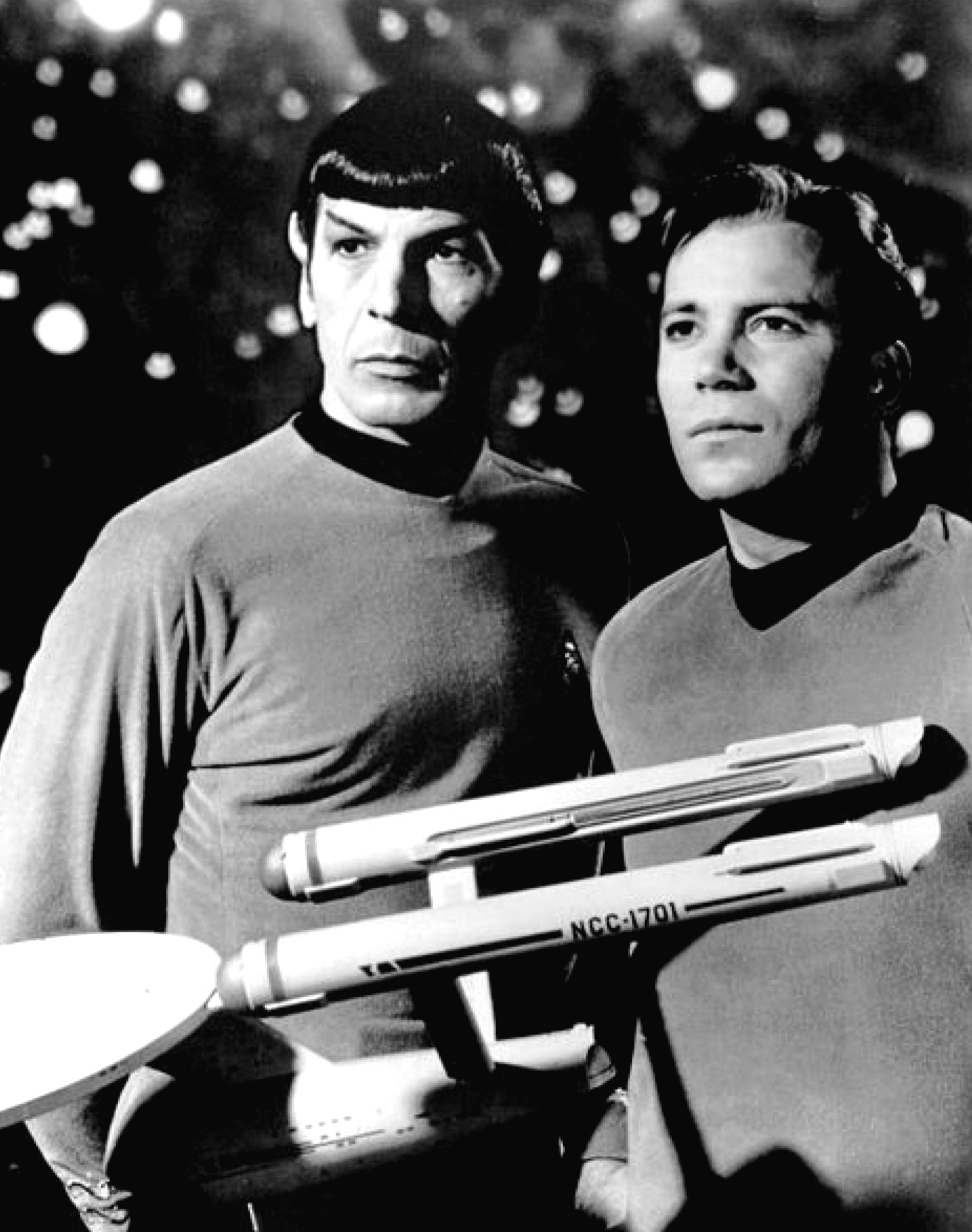
Leonard Nimoy (Mr. Spock) és William Shatner (Kirk kapitány) a Star Trek tévéfilmsorozatban

- Túl a sövényen (2006) (hang)
- Nagyon vadon (2006) (hang)

### Televízió
- Howdy Doody (1954)
- General Motors Presents (1955)
- Studio One (1957)
- Tactic (TV series) (1959–1960)
- Festival (televíziós sorozat), epizód: Julius Caesar (1960)
- The Night of the Auk (1960)
- The Twilight Zone (1960 & 1963)
- Thriller (1961)
- The Outer Limits (1964)
- The Man from U.N.C.L.E. (1964)
- For the People (1965–1966)
- Twelve O'Clock High (1965)
- Star Trek (1966–1969)
- Dr. Kildare (1966)
- Alexander the Great (1968)
- Shadow Game (1969)
- Sole Survivor (1970)
- The Andersonville Trial (1970)
- Vanished (1971)
- Owen Marshall, Counsellor at Law (1971)
- Mission Impossible (1971–72)
- Kung Fu (1972)
- The People (1972)
- The Hound of the Baskervilles (1972)
- Star Trek: The Animated Series (1973–1974)
- Incident on a Dark Street (1973)
- Go Ask Alice (1973)
- Horror at 37,000 Feet (1973)
- Pioneer Woman (1973)
- Inner Space (1974)
- Indict and Convict (1974)
- Pray for the Wildcats (1974)
- Barbary Coast (1975–1976)
- The Tenth Level (1975)
- Perilous Voyage (1976)
- Columbo (1976, 94)
- Testimony of Two Men (1977)
- How the West Was Won (1978)
- The Bastard (1978)
- Little Women (1978)
- Crash (1978)
- Riel (1979)
- Disaster on the Coastliner (1979)
- The Babysitter (1980)
- T. J. Hooker (1982–1986)
- Vegetarian World (1982)
- Mork & Mindy (1982)
- Secrets of a Married Man (1984)
- North Beach and Rawhide (1985)
- The Trial of Standing Bear (1988)
- Broken Angel (1988)
- Rescue 911 (1989–1996)
- Voice of the Planet (1991)
- Family of Strangers (1993)
- TekWar (1994–1996)
- Janek: The Silent Betrayal (1994)
- WWF Monday Night Raw (1995)
- Prisoner of Zenda, Inc. (1996)
- Dead Man's Island (1996)
- 3rd Rock from the Sun (1996)
- A Twist in the Tale (1998)
- Iron Chef USA (2001)
- The Kid (2001) (hang)
- Full Moon Fright Night (2002)
- A Carol Christmas (2003)
- The Practice (2004)
- Boston Legal (2004-2008)
- Invasion Iowa (2005)
- Merry F %$in' Christmas (2005)
- Atomic Betty: The No-L 9 (2005)
- How William Shatner Changed the World (2005)
- Comedy Central Roast of William Shatner (2006)
- Show Me the Money (2006)
- Everest '82 (2007)
- WWE Hall of Fame 2007 (2007)
- Fast Cars and Superstars: The Gillette Young Guns Celebrity Race (2007)
- Mars Rising (2007) (hang)

### Egyéb
- Star Trek: 25th Anniversary (videójáték) (1992)
- Star Trek: Judgment Rites (1993)
- Star Trek: Legacy (2006, videójáték)
- Star Trek: Tactical Assault (2006, videójáték)
- Ő alakította a tárgyalót a Priceline 2007-ben indult reklámkampányában

### Diszkográfia
- The Transformed Man (Decca, 1968)
- William Shatner Live (Lemli, 1977)
- Spaced Out: The Very Best of Leonard Nimoy and William Shatner (Universal International, 1997)
- Has Been (Shout! Factory, 2004)

### Könyvek

#### Regények
- Tek-sorozat

Lásd TekWar
- Star Trek-regények, mind Judith és Garfield Reeves-Stevens társszerzőkkel:
  - Star Trek: The Ashes of Eden, 1995, ISBN 0-671-52035-0
  - Star Trek: The Return, 1996, ISBN 0-671-52610-3
  - Star Trek: Avenger, 1997, ISBN 0-671-55132-9
  - Star Trek: Spectre, 1998, ISBN 0-671-00878-1
  - Star Trek: Dark Victory, 1999, ISBN 0-671-00882-X
  - Star Trek: Preserver, 2000, ISBN 0-671-02125-7
  - Star Trek: Captain's Peril, 2002, ISBN 0-7434-4819-7
  - Star Trek: Captain's Blood, 2003, ISBN 0-671-02129-X
  - Star Trek: Captain's Glory, 2006, ISBN 0-7434-5343-3
- Háború-sorozat
  - Man o' War, 1996, ISBN 0-399-14131-6
  - The Law of War, 1998, ISBN 0-399-14360-2
- Quest for Tomorrow sorozat
  - Delta Search, 1997, ISBN 0-06-105274-4
  - In Alien Hands, 1997, ISBN 0-06-105275-2
  - Step into Chaos, 1999, ISBN 0-06-105276-0
  - Beyond the Stars, 2000, ISBN 0-06-105118-7
  - Shadow Planet, 2002, ISBN 0-06-105119-5
- Képregény
  - Star Trek: The Ashes of Eden, DC Comics képregény, 1995, ISBN 1-56389-235-9

#### Más művek
- Captain's Log: William Shatner's Personal Account of the Making of "Star Trek V: The Final Frontier", as told by Lisabeth Shatner, 1989, ISBN 0-671-68652-6
- Star Trek Memories, with Chris Kreski, 1993, ISBN 0-06-017734-9
- Star Trek Movie Memories, with Chris Kreski, 1994, ISBN 0-06-017617-2
- Get a Life!, with Chris Kreski, 1999, ISBN 0-671-02131-1
- Star Trek: I'm Working on That: A Trek from Science Fiction to Science Fact, with Chip Walker, 2002, ISBN 0-671-04737-X